# Mikuláš Galanda

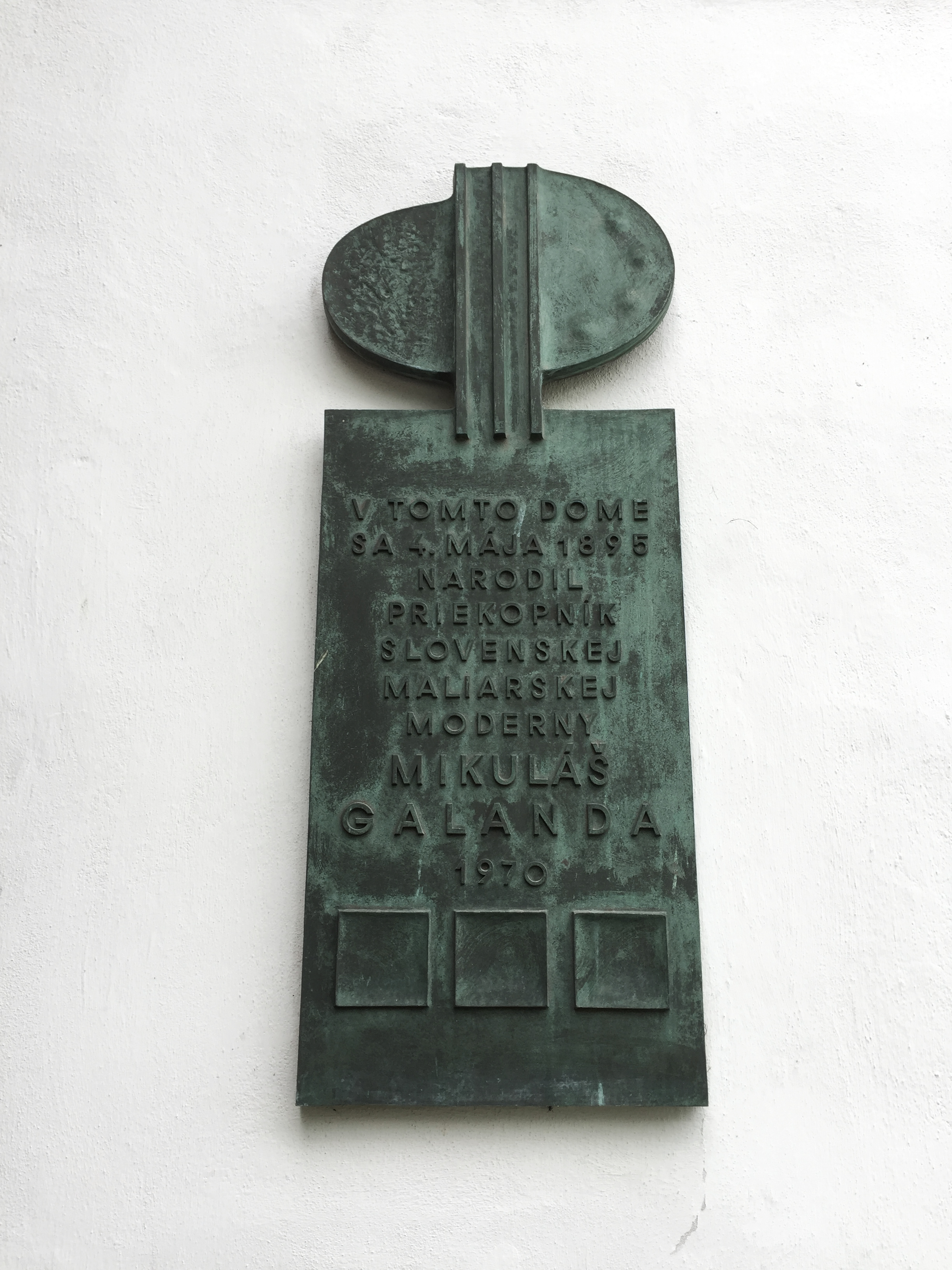
Pamätná tabuľa na rodnom dome maliara Mikuláša Galandu (1895-1938) v Turčianskych Tepliciach

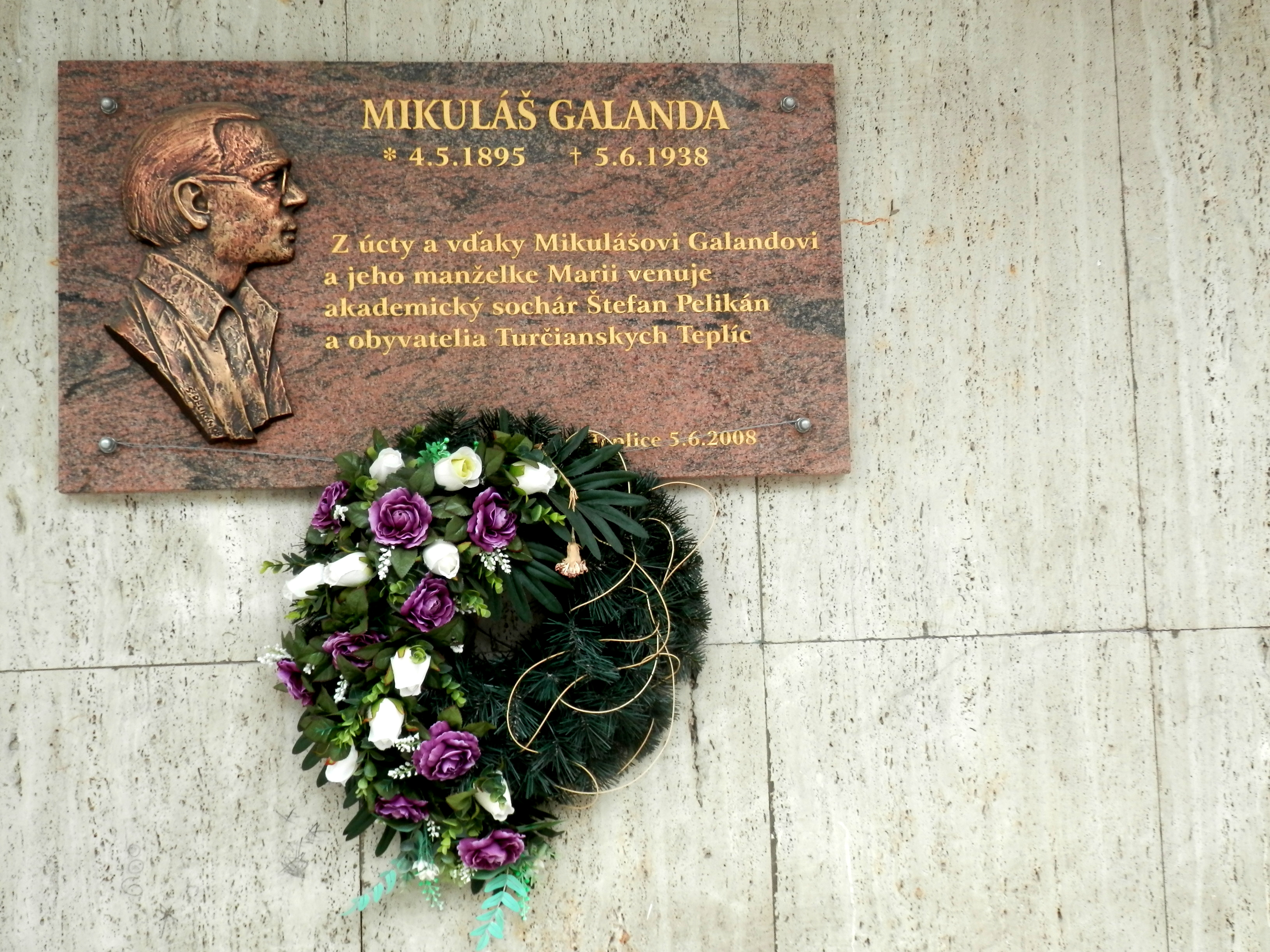
Pamětní deska Mikuláše Galandy v lázních Turčianské Teplice

Mikuláš Galanda (4. května 1895, Turčianske Teplice, Uhersko – 5. června 1938, Bratislava, Československo) byl slovenský malíř, grafik a ilustrátor. Patří k výrazným průkopníkům a propagátorům moderního umění na Slovensku. Je pochován je na Národním hřbitově v Martině.

## Život
Narodil se v Turčianských Teplicích v rodině místního notáře, později vystudoval gymnázium v Lučenci.

### Studium
Po absolvování gymnázia v Lučenci, začal v roce 1914 studovat malbu na Akademii výtvarných umění v Budapešti. Studium však musel po dvou letech pro válečné události 1. světové války zanechat.
V roce 1922 odjíždí do Prahy, kde začal studovat na Uměleckoprůmyslové škole u prof. V. H. Brunnera. Po roce přestoupil na pražskou Akademii výtvarných umění a studoval u prof. A. Thieleho a prof. Augusta Brömse. V době studia v Praze se spřátelil s Martinem Benkem.

### Práce
Po ukončení studia vyučoval Mikuláš Galanda od roku 1929 malbu a kreslení na střední škole v Bratislavě. V roce 1933 se stal řádným profesorem na tamější Škole uměleckých řemesel. Na počátku 30. let 20. století vystoupil Mikuláš Galanda spolu s přítelem Ľudovítem Fullou před veřejnost s manifestem „Súkromné listy Fullu a Galandu“, ve kterých: „vyslovili potrebu skoncovať so starými, nič nehovoriacimi umeleckými metódami a zabehanými manierami a žiadali preraziť a uvoľniť cestu novým výrazovým prostriedkom a postupom, ktoré by zodpovedali dynamickým premenám, ktoré boli charakteristické pre život človeka a spoločnosti 20. storočia.“
Galanda ilustroval také kulturní a politickou revue DAV.

### Smrt
Mikuláš Galanda byl pochován v Turčianských Teplicích a v roce 1978 byly jeho tělesné ostatky převezeny na Národní hřbitov v Martině. V jeho rodném domě v Turčianských Teplicích je od roku 1991 zpřístupněna galerie se stálou expozicí jeho děl.

### Výstavy a díla
Kromě množství výstav po celém Československu vystavoval Mikuláš Galanda svoje díla v New Yorku, v Moskvě a v roce 1937 i na Světové výstavě v Paříži, kde získal stříbrnou medaili za knižní grafiku a ilustrace.
Mezi jeho nejznámější obrazy patří:
- Matka
- Stojící ženský akt
- Slovenská rodina
- Zbojníci

## Galerie

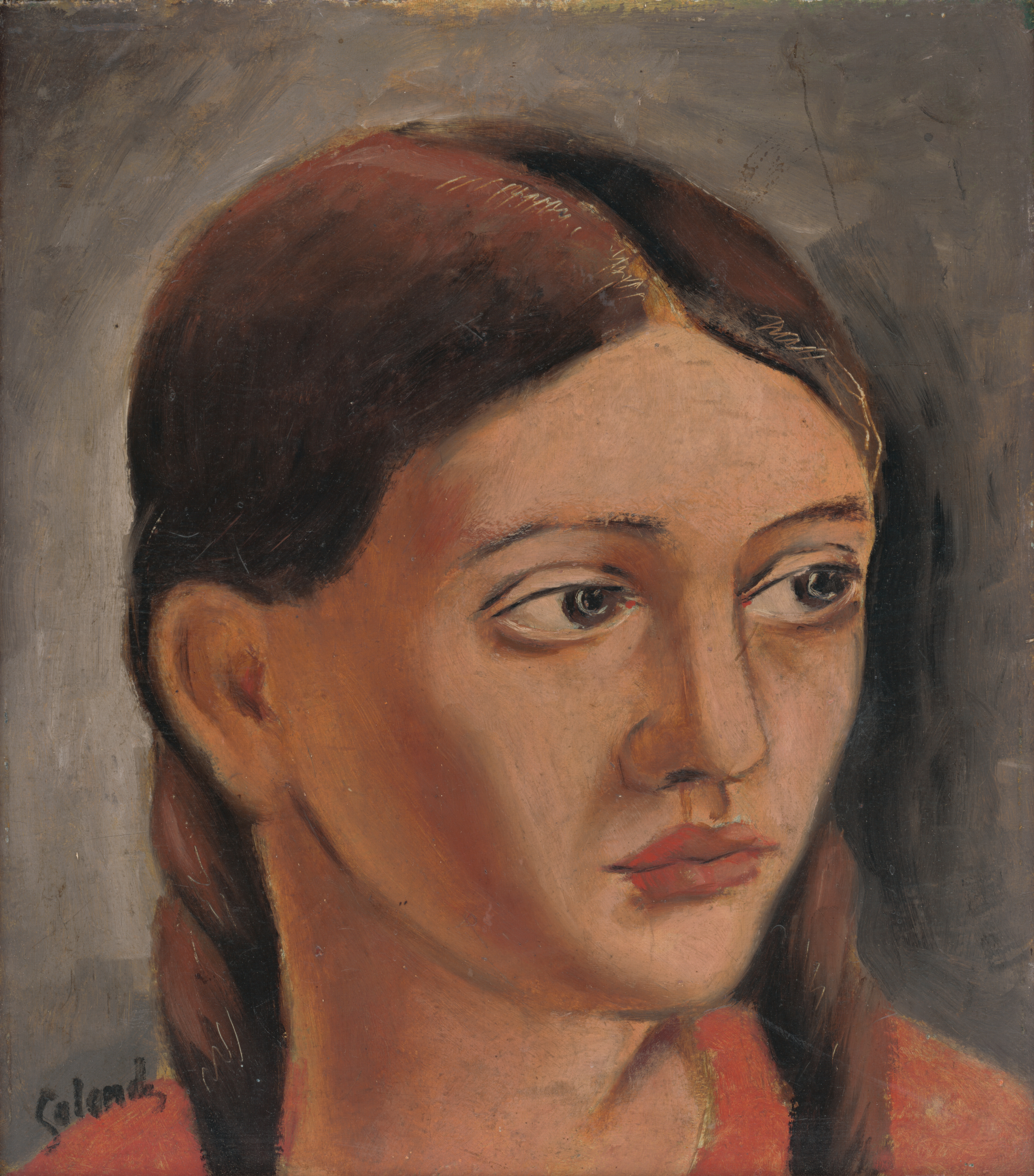
Hlava dievčaťa, olej na desce ,1917
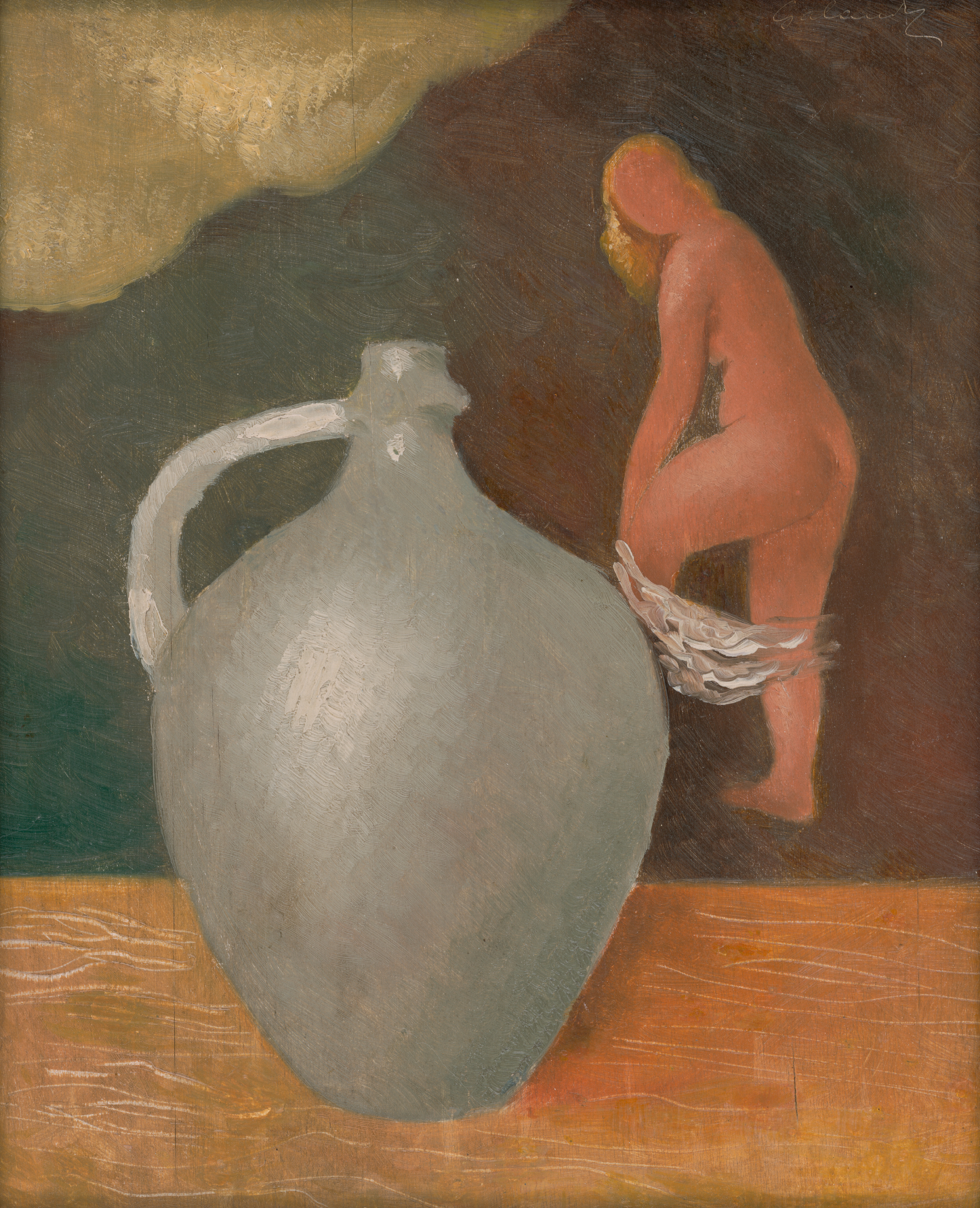
Žena s krčahom, olej na plátně ,1926
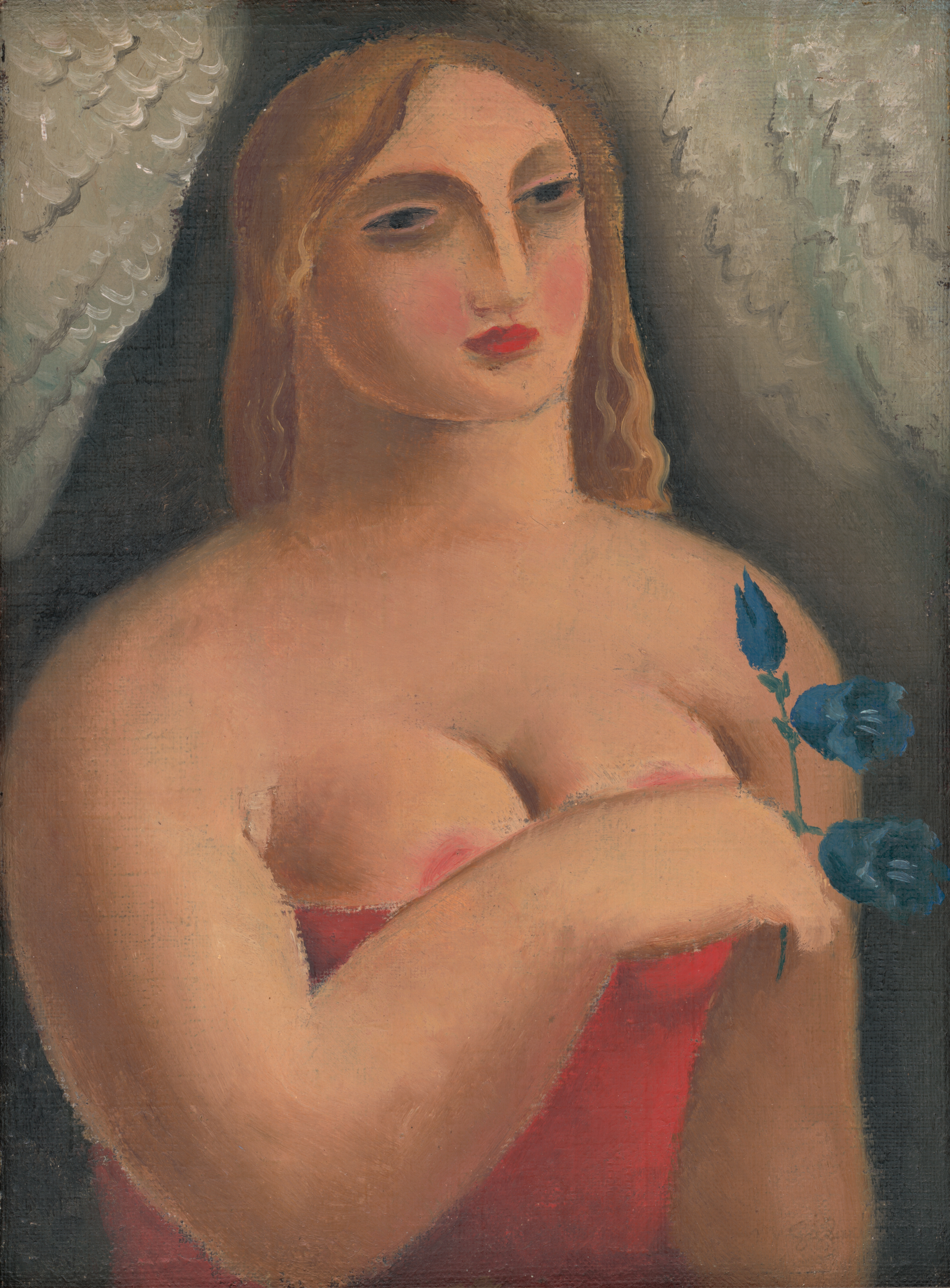
Žena so zvončekami, olej na plátně, 1928
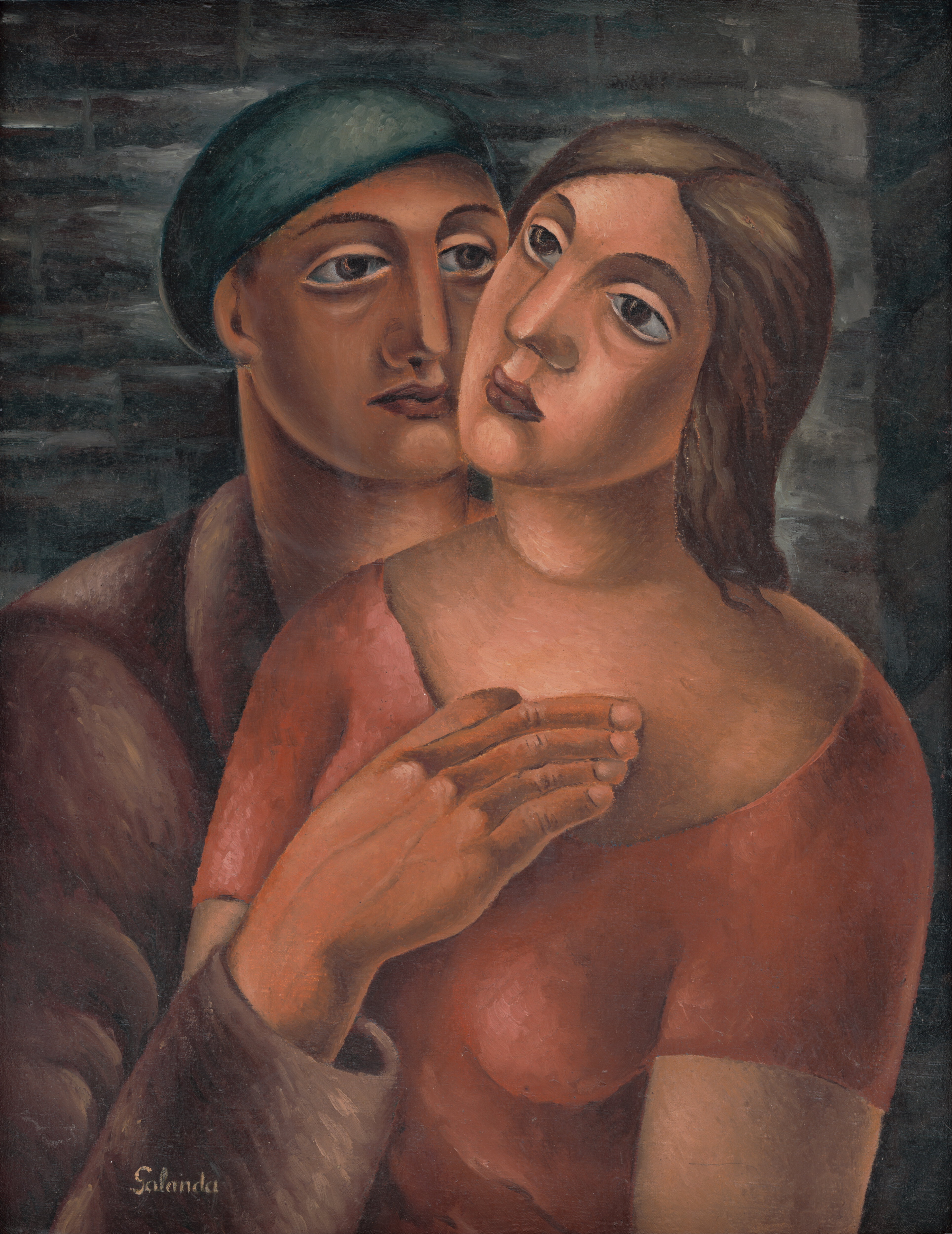
Milenci, olej na plátně, 1920
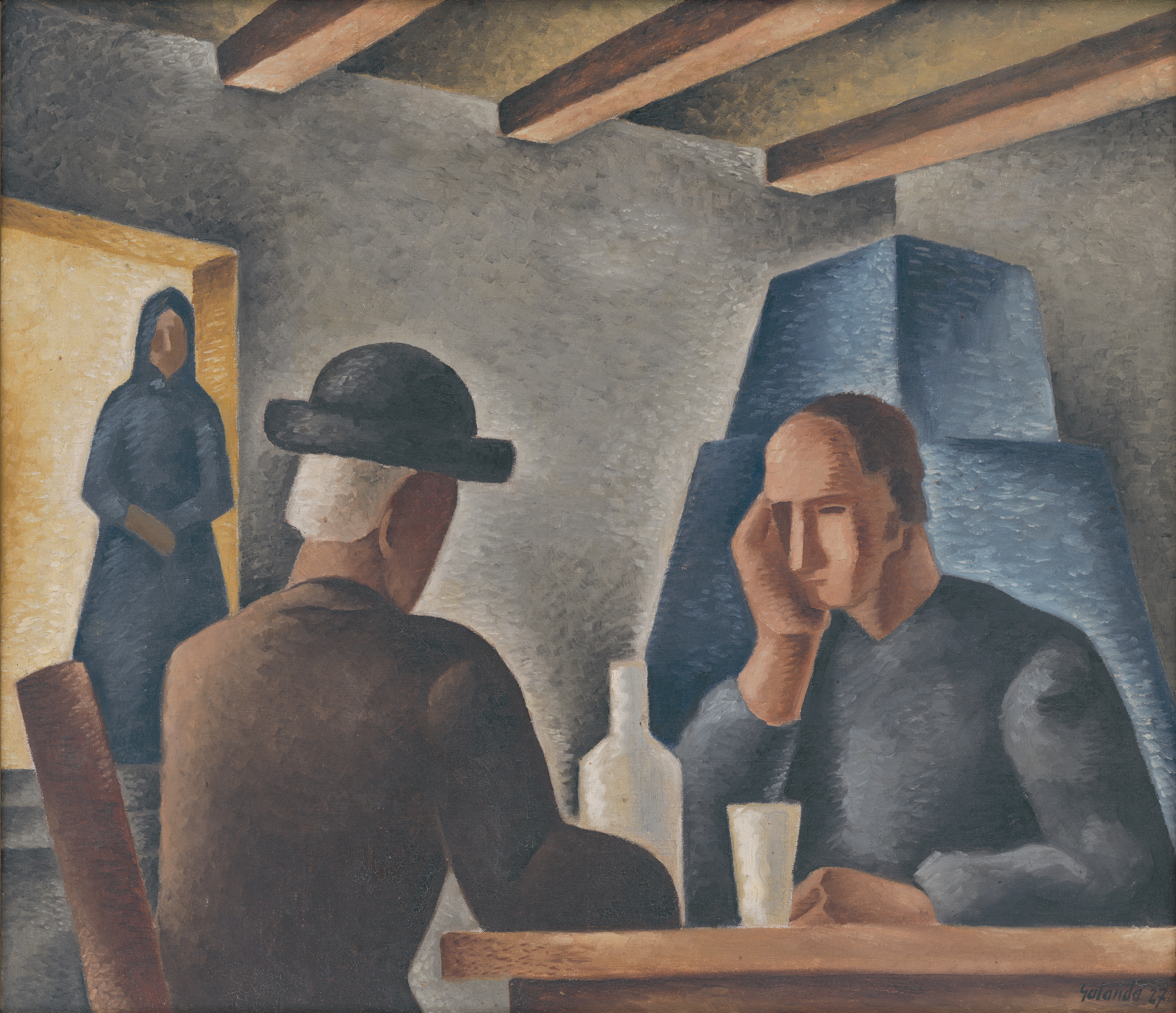
V krčme, olej na plátně, 1927
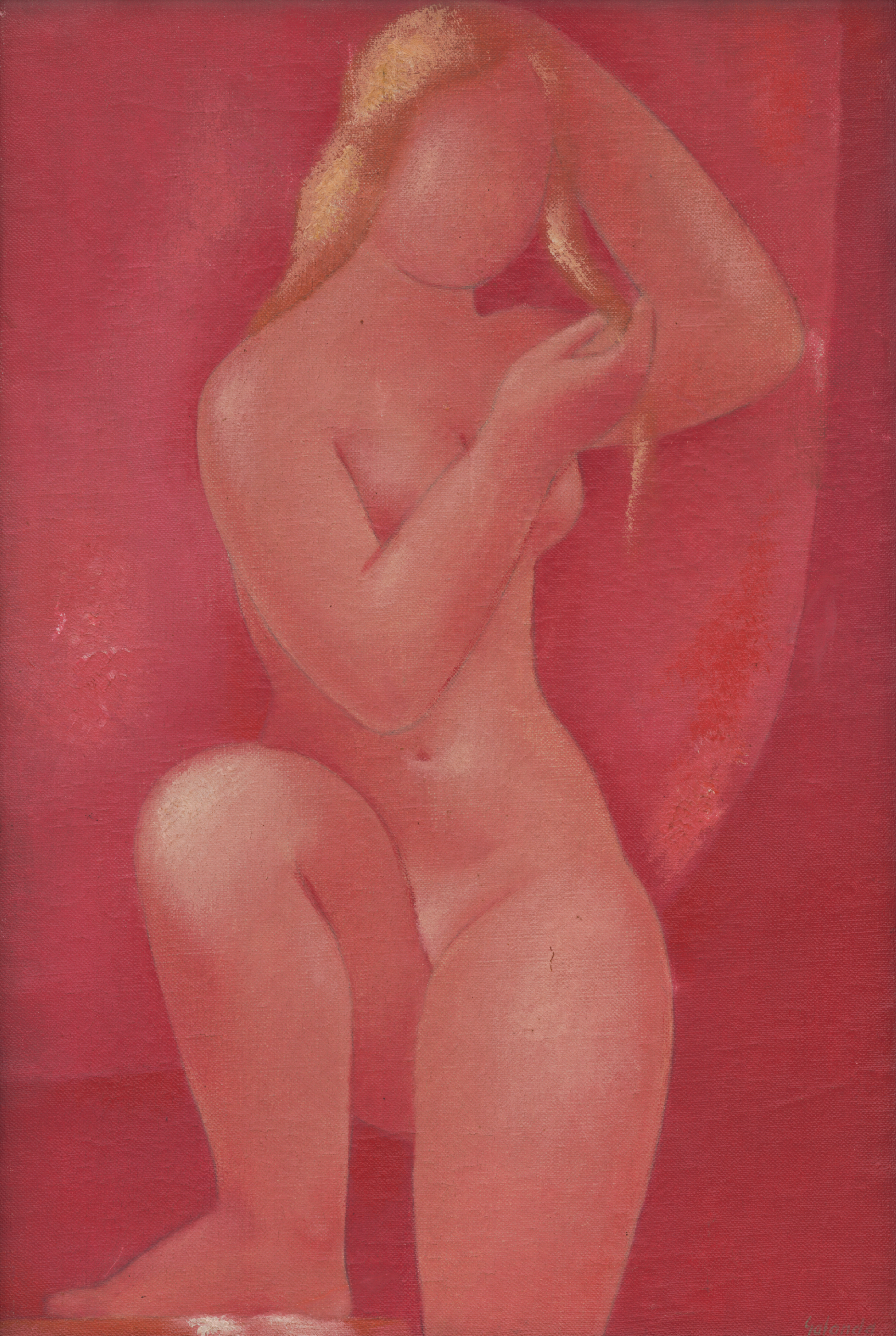
Po kúpeli, olej na plátně, 1922
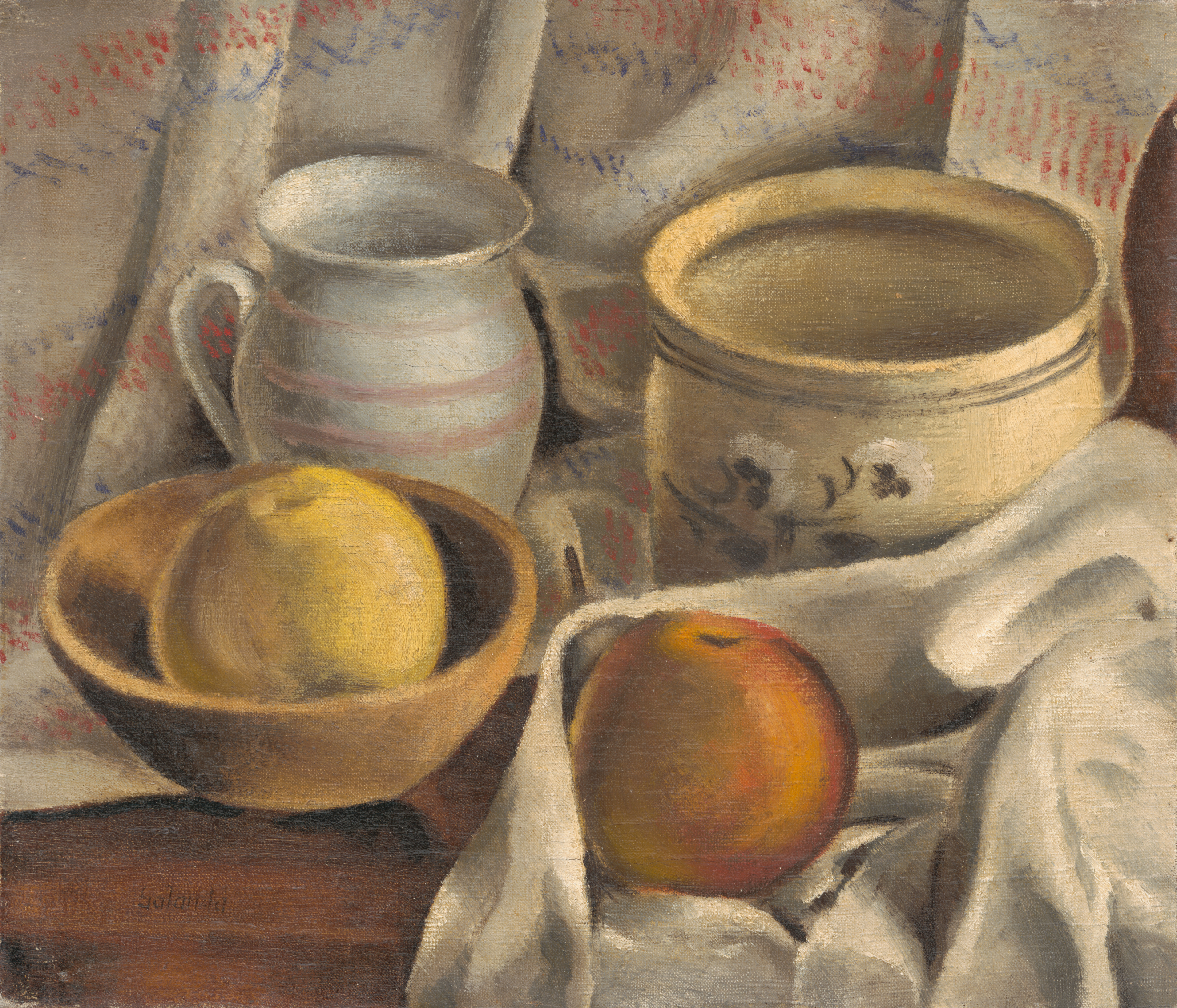
Zátišie s keramickými hrncami a jablkami,olej na plátně 1925
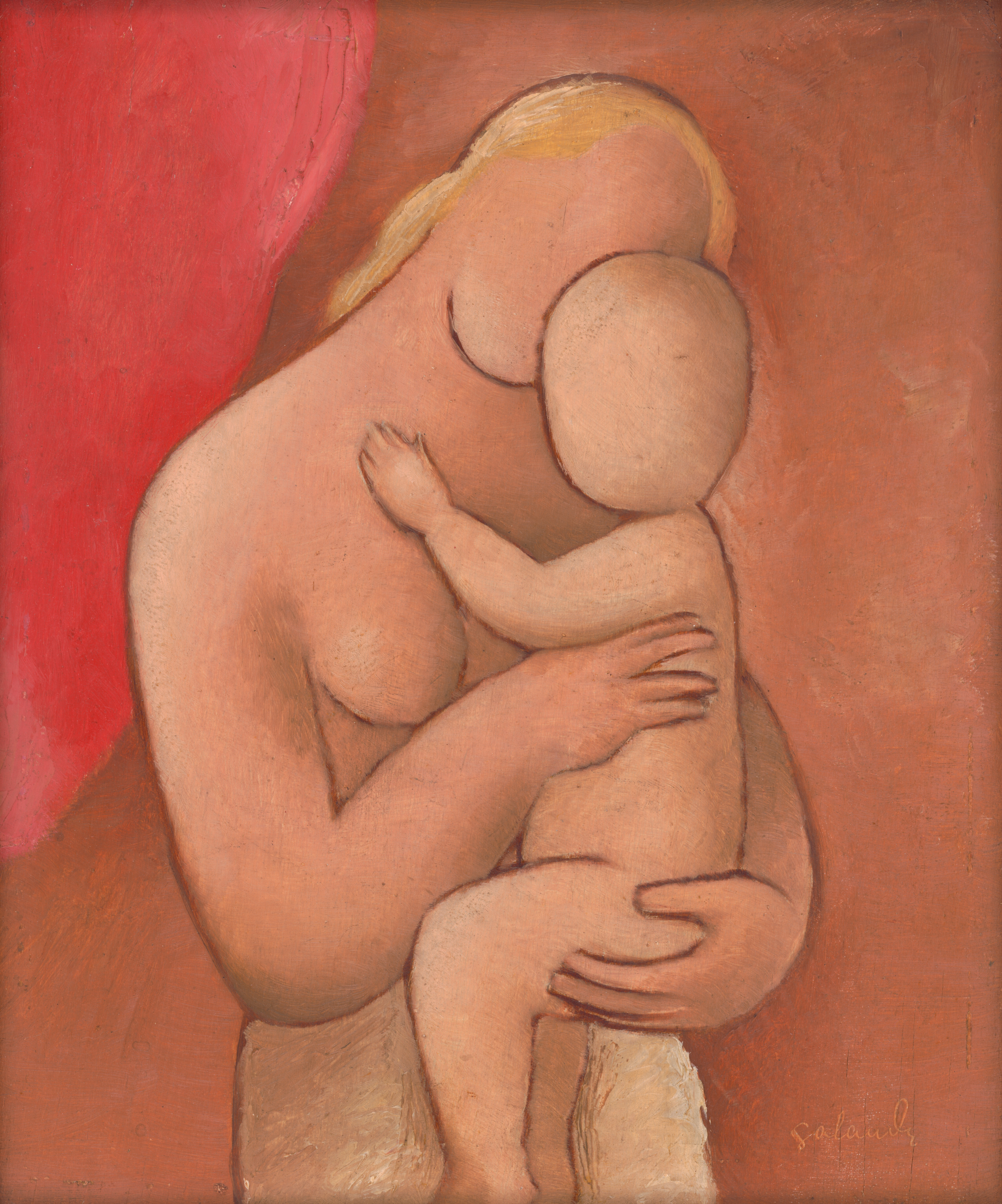
Matka s dieťaťom 1924
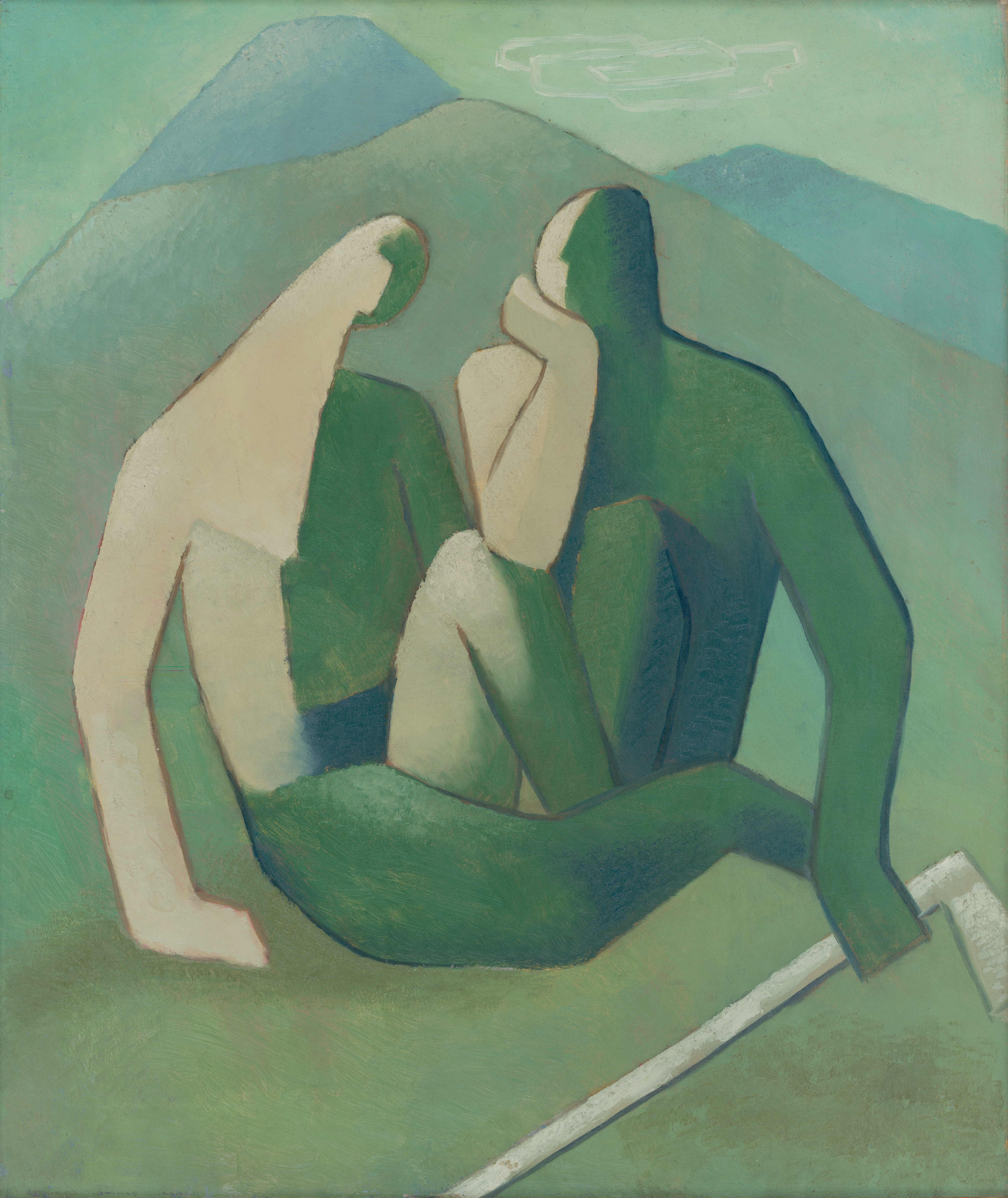
Zbojníci, olej na plátně 1932